# SV Union Velbert
Der SV Union Velbert 2011 e. V. ist ein Großverein im Breitensport-Bereich mit unter anderem den Abteilungen Fußball, Tischtennis, Gymnastik, Wandern und Tennis. Er entstand 2011 aus einer Fusion der Velberter Sportvereine „TuS Neviges“ und „FC Tönisheide“.

## Geschichte
Der Vorgängerverein TuS Neviges wurde 1945 gegründet, der FC Tönisheide führte seine Existenz bis ins Jahr 1913 zurück. Beide Clubs fusionierten im Jahr 2011.

## Erfolge
Die Tischtennis-Herren erreichten 2012 die Endrunde des Deutschen Tischtennispokals. Nachdem sie im Viertelfinale den SV Plüderhausen mit Torben Wosik, Aleksandar Karakašević und Philipp Floritz 3:0 besiegen konnten, scheiterten sie erst im Halbfinale am TTC Fulda-Maberzell 1:3. Den Ehrenpunkt holte dabei Ovidiu Ionescu gegen Patrick Franziska. 
2011 verzeichnete der Verein 22 Fußball-Jugendmannschaften. Die 1. Mannschaft der Fußball-Herren, deren Heimspielstätte, der Ernst-Adolf-Sckär-Platz, Kunstrasen aufweist, spielt in der Saison 2017/18 in der Bezirksliga Niederrhein, Gruppe 2.